# La embajadora (película de 1960)
La embajadora (en alemán: Die Botschafterin) es una película dramática alemana de 1960, dirigida por Harald Braun y protagonizada por Nadja Tiller, Hansjörg Felmy y James Robertson Justice.
Los decorados fueron diseñados por Fritz Maurischat, Arno Richter y Hermann Caliente.

## Reparto
- Nadja Tiller : Helen Cuttler
- Hansjörg Felmy : Jan Möller
- James Robertson Justice : Robert Morrison
- Irene von Meyendorff : Ruth Ryan
- Günther Schramm : Jim Cowler
- Joseph Offenbach : señor Labiche
- Ilse Trautschold
- Harald Maresch : Burgsteller
- Martin Berliner : Bill Clark
- Brigitte Rau : Dorothy, la secretaria
- Hans Leibelt : presidente
- Eva Pflug : señora Caldwell
- Walter Tarrach : jefe de protocolo
- Ingeborg Wellmann
- Käte Alving
- Heinz Spitzner
- Hans Paetsch
- Wilhelm Borchert : ministro